# Maribel Verdú
Maríbel Verdú, właśc. María Isabel Verdú Rollán (ur. 2 października 1970 w Madrycie) – hiszpańska aktorka filmowa i telewizyjna. Zdobywczyni nagrody Goya i meksykańskiej nagrody filmowej Ariel.

## Wybrana filmografia
- 2023: Flash jako Nora Allen
- 2009: Tetro jako Miranda
- 2007: Siedem stołów bilardowych (Siete mesas (de billar francés)) jako Ángela
- 2006: Labirynt fauna (El laberinto del fauno) jako Mercedes
- 2001: I twoją matkę też (Y tu mamá también) jako Luisa Cortés
- 1999: Goya (Goya en Burdeos) jako księżna Alba
- 1992: Belle époque jako Rocío

## Nagrody
- Nagroda Goya Najlepsza aktorka: 2008 Siedem stołów bilardowych